# Auguste Buisseret
Auguste Buisseret (Beauraing, 18 de agosto de 1888 - Lieja, 15 de abril de 1965) fue un político liberal belga.
Era un abogado brillante, militante de la causa valona y francófilo. Seguirá una importante carrera política. En el terreno local, será concejal en Lieja (1930-1965), de Finanzas y sectores industriales (1934-1937) de Instrucción Pública y Bellas Artes (1937-1939). Fue elegido senador en 1939 cuando estalló la Segunda Guerra Mundial. Su pasado antifascista y antirexista, su actividad patriótica (defiende a patriotas ante los tribunales durante la Ocupación) ocasionan que sea arrestado por los alemanes. Una vez en libertad, huye a Londres y pasa a ser consejero jurídico de varios departamentos ministeriales.
Al terminar la guerra pasa a ser Ministro de Instrucción Pública (1945 y 1945-1946). Más adelante ocupará las carteras de Interior (1946-1947), siendo uno de los artífices de la fundación del Consejo de Estado, de Obras Públicas (1949-1950) y luego de las Colonias (1954-1958) en donde sus intentos de reforma chocarán contra el conservadurismo.
Senador de Lieja (1939-1946), senador provincial (1946-1961), vicepresidente del Senado (1947-1949), se convierte en burgomaestre de Lieja el 1 de enero de 1959, cargo del que dimitirá en 1963 por motivos de salud.